# Octombrie 1997
Acest articol este generat integral pe baza informațiilor din articolul 1997 și este actualizat periodic de un robot.
 Editările făcute în articol vor fi șterse la următoarea actualizare! Dacă doriți să faceți modificări, editați articolul-sursă.

ianuarie -
februarie -
martie -
aprilie -
mai -
iunie -
iulie -
august -
septembrie -
octombrie -
noiembrie -
decembrie
Octombrie 1997 a fost a zecea lună a anului și a început într-o zi de miercuri.

## Evenimente
- 8 octombrie: La București încep mitingurile de protest ale revoluționarilor, ca urmare a intenției guvernului Ciorbea de a restrânge privilegiile oferite de Lege doar la urmașii decedaților și la răniții în Revoluția din decembrie 1989. De asemenea, guvernul voia și eliminarea dobândirii nejustificate a certificatelor de revoluționar. 88 de revoluționari intră în greva foamei în Piața Revoluției. Dan Iosif împreună cu alți revoluționari se leagă cu lanțuri de gardul clădirii Senatului.[1]
- 8 octombrie: A fost lansat Yahoo! Mail, un serviciu gratuit de poștă electronică.
- 26 octombrie: Jacques Villeneuve își câștigă singurul titlu mondial în Formula 1.
- 30 octombrie: Prim-ministrul Victor Ciorbea promite revoluționarilor aflați în greva foamei sau în fața Senatului să retragă din Parlament proiectul de modificare a legii până când o comisie va termina de analizat fiecare dosar de revoluționar pentru a elimina cazurile de impostură.[1]

## Nașteri
- 2 octombrie: Rubi Rose, cantăreță, textier și model american
- 4 octombrie: Nikola Vlašić, fotbalist croat
- 6 octombrie: Theo Hernández, fotbalist francez
- 8 octombrie: Bella Thorne (Annabella Avery Bella Thorne), fotomodel, cântăreață, actriță și regizoare americană
- 16 octombrie: Naomi Osaka, jucătoare japoneză de tenis

## Decese
Mihai Gere (n. Gerő Mihai), 78 ani, politician român (n. 1919)
Sebastian Domozină, jurnalist român (n. 1938)
John Denver (n. Henry John Deutschendorf, jr.), 53 ani, cântăreț și compozitor american de muzică country și folk (n. 1943)
Adil Çarçani, 75 ani, politician comunist albanez și prim-ministru al Albaniei (1981-1991), (n. 1922)
Hy Averback, actor american (n. 1920)
Prințesa Olga a Greciei și Danemarcei, 93 ani (n. 1903)
Ben Welden, 96 ani, actor american (n. 1901)
Luis Aguilar Manzo, 79 ani, cântăreț și actor mexican (n. 1918)
Don Messick (Donald Earl Messick), 71 ani, actor american (n. 1926)